# Vladimir Cupara
Vladimir Cupara (Belgrád, 1994. február 19. –) szerb válogatott kézilabdázó, kapus, a román Dinamo Bukarest játékosa.

## Pályafutása

### Klubcsapatban
Vladimir Cupara 2012-ben kezdte pályafutását a Crvena Zvezda csapatában. 2015-ig játszott a belgrádi csapatban, amelynek csapatkapitánya is volt. 2015 nyarán a spanyol Ademar Leónhoz szerződött. A 2015–2016-os szezonban 35%-os hatékonysággal (281/807) védte csapata kapuját és megválasztották a liga legjobb kapusának. A 2016–2017-es idényben hasonló, 34%-os védési hatékonyságot produkált. Abban a szezonban a Bajnokok Ligájában is bemutatkozhatott. 2018 nyarán igazolt a lengyel Kielcéhez. 2018 decemberében hivatalossá vált, hogy a következő szezontól a Telekom Veszprém játékosa lesz. 2023. július 6-án hivatalossá vált, hogy Cupara a 2023–2024-es szezontól a Dinamo Bukarest játékosa lesz. A szerb kapus 174 mérkőzésen lépett pályára, és ezeken 20 gólt is szerzett. A Telekom Veszprémmel egyszeres magyar bajnok, háromszoros Magyar Kupa-győztes és háromszoros SEHA-liga-győztes volt, a Bajnokok Ligája kölni négyesdöntőjében pedig kétszer szerepelhetett.

### A válogatottban
A szerb válogatottban 2016-ban mutatkozott be. Részt vett a 2018-as Európa-bajnokságon.